# Ramin Djawadi
 (avril 2019).
Si vous disposez d'ouvrages ou d'articles de référence ou si vous connaissez des sites web de qualité traitant du thème abordé ici, merci de compléter l'article en donnant les références utiles à sa vérifiabilité et en les liant à la section « Notes et références ».
Ramin Djawadi [rɒˈmiːn ˈdʒɑːvədi] est un compositeur de musique de film d'origines Kurde et allemande, né à Duisbourg, en Allemagne, en 1974.
Travaillant pour le studio Remote Control Production, il a été de nombreuses fois crédité en tant que compositeur pour musiques additionnelles, orchestrateur et assistant de Hans Zimmer.
Il est notamment le compositeur principal des séries télévisées Prison Break, Person of Interest, Game of Thrones et Westworld. Il est également connu pour avoir composé les bandes originales des blockbusters Iron Man de Jon Favreau et Pacific Rim de Guillermo del Toro.

## Biographie

### Débuts et ascension (1998-2010)
Ramin Djawadi est né le 19 juillet 1974 à Duisbourg, en Allemagne. Son père est d'origine Kurde, de Mahabad en Iran et sa mère d'origine allemande.
C'est à l'âge de 24 ans, en 1998, qu'il sort avec une grande distinction de la Berklee College of Music à Boston, aux États-Unis. Peu de temps après, c'est le célèbre compositeur américano-allemand, Hans Zimmer, qui l'engage dans sa société Remote Control Production, à Santa Monica, en Californie.
Musicien pour le studio Remote Control, Ramin a commencé par composer des musiques additionnelles sur des grosses productions, comme le film d'action La Recrue ou encore pour le film populaire Pirates des Caraïbes : La Malédiction du Black Pearl. Il a ensuite co-composé avec Hans Zimmer sur The Island et le film de super-héros Batman Begins, en 2005.
C'est aussi durant cette période qu'il prend son envol : il compose la bande originale de la comédie d'action Thunderbirds, puis travaille avec le scénariste/réalisateur David S. Goyer pour qui il signe la musique du thriller d'horreur Unborn, produit par Michael Bay, puis pour le film Blade: Trinity.
Il se diversifie par la suite : en signant les bandes originales de films d'animation : en 2006, Open Season de Roger Allers, puis en 2008, Fly Me to the Moon de Ben Stassen.
Mais c'est en 2007 pour son travail sur le thriller psychologique Mr. Brooks, avec Kevin Costner, qu'il décroche une nomination au World Soundtrack Awards "Discovery of the Year".
La révélation se poursuit en 2008, il compose pour Iron Man de Jon Favreau. Le succès critique et commercial du film le ramène vers un cinéma d'action et de genre. En 2010, il enchaîne ainsi avec Le Choc des Titans de Louis Leterrier.
Mais la télévision est aussi responsable de cette ascension fulgurante. En 2005, son travail sur la série d'action Prison Break de Paul Scheuring, est salué par une nomination aux Emmy Awards. Il enchaîne ensuite avec deux éphémères productions de David S. Goyer : Blade (2006) et Flashforward (2009).

### Confirmations critique et commerciale (2011-)
Ramin Djawadi est le principal compositeur de la musique de deux séries populaires lancées en 2011. Il devient connu pour son travail avec les séries à succès Game of Thrones créées par David Benioff et Daniel B. Weiss, et le polar Person of Interest de Jonathan Nolan. Ce dernier le recrute aussi sur un autre projet : la série de science-fiction Westworld, lancée en 2016 sur la chaîne HBO.
Au cinéma, sa bande-originale pour le film Pacific Rim de Guillermo del Toro, sorti en 2013, marque les esprits et lui permet de s'imposer en tant que compositeur de prédilection d'œuvres de genre.
Le cinéaste mexicain lui confie d'ailleurs la musique de sa première production télévisuelle : la série d'horreur The Strain, lancée en 2014 sur la chaîne FX.
Il confirme son ascension durant l'année 2016 avec le film d'heroic-fantasy Warcraft : Le Commencement de Duncan Jones et avec La Grande Muraille de Zhang Yimou.

## Filmographie

### Cinéma

#### Longs métrages
- 2003 : Beat the Drum de David Hickson (cocompositeur avec Klaus Badelt)
- 2004 : Thunderbirds de Jonathan Frakes (cocompositeur avec Hans Zimmer)
- 2004 : Blade: Trinity de David S. Goyer (cocompositeur avec RZA)
- 2006 : Demande à la poussière (Ask the Dust) de Robert Towne (cocompositeur avec Heitor Pereira)
- 2006 : Les Rebelles de la forêt (Open Season) de Roger Allers
- 2007 : Mr. Brooks de Bruce A. Evans
- 2008 : Fly Me to the Moon de Ben Stassen
- 2008 : Iron Man de Jon Favreau
- 2008 : Manipulation (Deception) de Marcel Langenegger
- 2008 : Les Rebelles de la forêt 2 (Open Season 2) de Matthew O'Callaghan et Todd Wilderman
- 2009 : Unborn de David S. Goyer
- 2009 : La Médaille d'honneur (Medalia de onoare) de Călin Peter Netzer
- 2010 : Le Choc des Titans (Clash of the Titans) de Louis Leterrier
- 2010 : Le Voyage extraordinaire de Samy (Sammy's avonturen: De geheime doorgang) de Ben Stassen
- 2011 : Fright Night de Craig Gillespie
- 2012 : Sécurité rapprochée (Safe House) de Daniel Espinosa
- 2012 : Sammy 2 (Sammy's avonturen 2) de Vincent Kesteloot et Ben Stassen
- 2012 : L'Aube rouge (Red Dawn) de Dan Bradley
- 2013 : Pacific Rim de Guillermo del Toro
- 2013 : Le Manoir Magique de Ben Stassen
- 2014 : Dracula Untold de Gary Shore
- 2016 : Warcraft : Le Commencement (Warcraft) de Duncan Jones
- 2016 : La Grande Muraille (The Great Wall, 長城) de Zhang Yimou
- 2017 : La Montagne entre nous (The Mountain Between Us) de Hany Abu-Assad
- 2018 : Un raccourci dans le temps (A Wrinkle in Time) de Ava DuVernay
- 2018 : Slender Man de Sylvain White
- 2019 : Royal Corgi de Ben Stassen et Vincent Kesteloot
- 2020 : Éléphant (Elephant) de  Mark Linfield et Vanessa Berlowitz
- 2021 : Les Éternels (Eternals) de Chloé Zhao
- 2021 : Reminiscence de Lisa Joy
- 2022 : Uncharted de Ruben Fleischer
- 2022 : The Man from Toronto de Patrick Hughes

#### Courts métrages
- 2001 : Shoo Fly de Sajit Warrier
- 2005 : Les Enfants invisibles segment de Ridley Scott et Jordan Scott
- 2006 : Boog and Elliot's Midnight Bun Run de Jill Culton
- 2007 : The Chubbchubbs Save Xmas de Cody Cameron
- 2016 : Yassine Movie

### Télévision

#### Téléfilms
- 2003 : Saving Jessica Lynch de Peter Markle
- 2005 : La Terre sacrée des bisons de David Jackson

#### Séries télévisées
- 2004 : État d'alerte de Mikael Salomon
- 2005 - 2017 : Prison Break de Paul Scheuring
- 2005 : Threshold : Premier Contact de Bragi F. Schut (cocompositeur avec Steve Jablonsky)
- 2006 : Blade de David S. Goyer
- 2009 : Flashforward de Brannon Braga et David S. Goyer
- 2011 - 2019 : Game of Thrones de David Benioff et Daniel B. Weiss
- 2011 - 2016 : Person of Interest de Jonathan Nolan (voir Musique de Person of Interest)
- 2014 - 2017 : The Strain de Guillermo del Toro et Chuck Hogan
- 2016 - 2022 : Westworld de Jonathan Nolan
- 2018 : Jack Ryan de Carlton Cuse et Graham Roland
- 2022 - 2024 : House of the Dragon (préquel de Game of Thrones)
- 2024 : Le Problème à trois corps de David Benioff, Daniel B. Weiss et Alexander Woo
- 2024 : Fallout de Jonathan Nolan
- 2025 : Gagné ou Perdu (en) de Carrie Hobson et Michael Yates (en collaboration avec Campfire)

### Musiques additionnelles
- 2001 : Hors limites d'Andrzej Bartkowiak (musique de Jeff Rona) (musiques additionnelles)
- 2001 : Invincible de Werner Herzog (musique de Hans Zimmer et Klaus Badelt) (assistant de Klaus Badelt)
- 2002 : Manfast de Tara Judelle (musique de Klaus Badelt) (musiques additionnelles)
- 2002 : K-19 : Le Piège des profondeurs (K-19: The Widowmaker) de Kathryn Bigelow (musique de Klaus Badelt) (arrangements additionnels)
- 2002 : La Machine à explorer le temps de Simon Wells (musique de Klaus Badelt) (arrangements additionnels)
- 2002 : Teknolust de Lynn Hershman-Leeson (musique de Klaus Badelt) (musiques additionnelles)
- 2002 : Equilibrium de Kurt Wimmer (musique de Klaus Badelt) (musiques additionnelles)
- 2003 : Tout peut arriver de Nancy Meyers (musique de Hans Zimmer et Heitor Pereira) (musiques additionnelles)
- 2003 : Pirates des Caraïbes : La Malédiction du Black Pearl de Gore Verbinski (musique de Klaus Badelt) (musiques additionnelles)
- 2003 : Ned Kelly de Gregor Jordan (musique de Klaus Badelt) (musiques additionnelles)
- 2003 : Basic de John McTiernan (musique de Klaus Badelt) (musiques additionnelles)
- 2003 : La Recrue de Roger Donaldson (musique de Klaus Badelt) (musiques additionnelles)
- 2003 : Shortcut to Happiness d'Alec Baldwin (musique de Christopher Young) (thème principal)
- 2005 : The Island de Michael Bay (musique de Steve Jablonsky) (musiques additionnelles)
- 2005 : Batman Begins de Christopher Nolan (musique de Hans Zimmer et James Newton Howard) (musiques additionnelles)
- 2005 : Le Fils du Mask de Lawrence Guterman (musique de Randy Edelman) (musiques additionnelles)
- 2005 : L'Honneur du dragon de Prachya Pinkaew (musique de RZA) (musiques additionnelles)

## Jeux vidéo
- 1999 : System Shock 2 (avec Eric Brosius et Josh Randall)
- 2010 : Medal of Honor, voir aussi Medal of Honor (bande originale) (en))
- 2011 : Shift 2: Unleashed
- 2012 : Medal of Honor: Warfighter, voir aussi Medal of Honor: Warfighter (bande originale) (en) (avec Mike Shinoda)
- 2012 : Game of Thrones : Le Trône de fer
- 2016 : Gears of War 4
- 2019 : Gears 5
- 2021 : New World

## Distinctions
- Nomination aux Emmy Awards (2006) pour la série Prison Break comme meilleur thème principal
- Nomination au World Soundtrack Awards pour Mr. Brooks
- Nommé aux Emmy Awards (2018) pour l'épisode 7 (Le Dragon et le Loup) de la septième saison de la série Game of Thrones comme meilleure composition musicale pour une série